# Абд ал-Гаффар
Абд ал-Гаффар (ум. 1605) — самозванец, объявивший себя сыном Баба-султана из династии Шейбанидов и возглавивший восстание каракалпаков против Казахского ханства в 1603—1605 годах.

## Биография
В 1603 году Абд ал-Гаффар провозгласил себя сыном Баба-султана, правителя из династии Шейбанидов, который был убит казахским ханом Тауекелем. Воспользовавшись нестабильностью в регионе, он получил поддержку каракалпаков, стремившихся к независимости, и был ими провозглашён правителем.

## Восстание
Осенью 1603 года войска Абд ал-Гаффар захватили город Туркестан. В ответ на это казахские ханы Есим и Батыр выступили против него из Ташкента и Сайрама. После 12-дневного сражения казахские войска потерпели поражение, и Абдал Гаффар овладел городами Туркестан, Сайрам, Ташкент, Ахсикент и Андижан, сделав своей столицей Ташкент.
Весной 1605 года он расположил свой лагерь на поляне Каракамыш, в нескольких километрах от ворот Ташкента. Однако внезапная атака казахских войск под командованием Есим-хана и Батыр-хана привела к его поражению и гибели, после чего Казахское ханство восстановило контроль над утраченной территорией.